# Love Me Like You Do
"Love Me like You Do" er en sang indspillet af den engelske musiker Ellie Goulding til soundtracket til filmen Fifty Shades of Grey fra 2015. Sangen blev skrevet af Max Martin, Savan Kotecha, Ilya Salmanzadeh, Ali Payami og Tove Lo, og er produceret af Martin og Payami. Den blev udgivet den 7. januar 2015 af Interscope Records som den anden single fra soundtracket.

## Personel
Kreditering er taget fra noterne i coveret til Fifty Shades of Grey: Original Motion Picture Soundtrack.
- Ellie Goulding – vokaler
- David Bukovinszky – cello
- Mattias Bylund – strygerarrangement, strygerklipning, strygeroptagelse, strygere
- Peter Carlsson – kor, vokalredigering
- Tom Coyne – mastering
- Robin Fredriksson – kor
- Serban Ghenea – mixing
- Oscar Görres – kor
- John Hanes – Tilrettelæggelse af mix
- Sam Holland – tilrettelæggelse
- Oscar Holter – kor
- Ilya – kor, sangskriver
- Mattias Johansson – violin
- Savan Kotecha – kor, sangskriver
- Mattias Larsson – kor
- Max Martin – kor, trommer, toner, slagtøj, produktion, programmering, sangskriver
- Tove Nilsson – sangskriver
- Ali Payami – kor, trommer, toner, slagtøj, produktion, programmering, sangskriver
- Ludvig Söderberg – kor

## Hitlister
| Hitliste (2015)                                  | Højeste placering |
| ------------------------------------------------ | ----------------- |
| Australien (ARIA)                                | 1                 |
| Belgien (Ultratop 50 Flanderen)                  | 2                 |
| Belgien (Ultratop 50 Vallonien)                  | 3                 |
| Bulgarien (BAMP)                                 | 1                 |
| Canada (Canadian Hot 100)                        | 7                 |
| Canada AC (Billboard)                            | 16                |
| Canada CHR/Top 40 (Billboard)                    | 23                |
| Canada Hot AC (Billboard)                        | 21                |
| Tjekkiet (Rádio Top 100)                         | 15                |
| Tjekkiet (Singles Digitál Top 100)               | 1                 |
| Danmark (Track Top-40)                           | 1                 |
| Europa (Euro Digital Songs)                      | 1                 |
| Finland (Suomen virallinen lista)                | 1                 |
| Frankrig (SNEP)                                  | 9                 |
| Frankrig Streaming(SNEP)                         | 4                 |
| Grækenland Digitale sange (Billboard)            | 2                 |
| Holland (Dutch Top 40)                           | 2                 |
| Holland (Single Top 100)                         | 2                 |
| Indien (Angrezi Top 20)                          | 8                 |
| Israel (Media Forest)                            | 1                 |
| Italien (FIMI)                                   | 2                 |
| Irland (IRMA)                                    | 1                 |
| Japan (Japan Hot 100)                            | 83                |
| Kroatien (ARC 100)                               | 1                 |
| Luxembourg Digital Songs (Billboard)             | 1                 |
| New Zealand (RIANZ)                              | 1                 |
| Norge (VG-lista)                                 | 1                 |
| Polen (Polish Airplay Top 100)                   | 3                 |
| Portugal Digital Songs (Billboard)               | 1                 |
| Schweiz (Schweizer Hitparade)                    | 1                 |
| Skotland (Official Charts Company)               | 1                 |
| Slovakiet (Rádio Top 100)                        | 7                 |
| Slovakiet (Singles Digitál Top 100)              | 1                 |
| Spanien (PROMUSICAE)                             | 1                 |
| Storbritannien Singles (Official Charts Company) | 1                 |
| Sverige (Sverigetopplistan)                      | 1                 |
| Sydafrika (EMA)                                  | 2                 |
| Tyskland (Official German Charts)                | 1                 |
| Ungarn (Rádiós Top 40)                           | 35                |
| Ungarn (Single Top 40)                           | 1                 |
| USA Billboard Hot 100                            | 3                 |
| USA Adult Contemporary (Billboard)               | 22                |
| USA Adult Top 40 (Billboard)                     | 13                |
| USA Dance/Mix Show Airplay (Billboard)           | 19                |
| USA Mainstream Top 40 (Billboard)                | 11                |
| USA Rhythmic (Billboard)                         | 34                |
| Østrig (Ö3 Austria Top 40)                       | 1                 |

## Udgivelseshistorik
| Region         | Dato             | Format           | Pladeselskab                   | Ref.   |
| -------------- | ---------------- | ---------------- | ------------------------------ | ------ |
| Canada         | 7. januar 2015   | Digital download | Universal                      | [ 49 ] |
| USA            | 7. januar 2015   | Digital download | Cherrytree Interscope Republic | [ 50 ] |
| Storbritannien | 12. januar 2015  | Radio            | Polydor                        | [ 51 ] |
| USA            | 13. januar 2015  | Radio            | Interscope                     | [ 52 ] |
| Frankrig       | 19. januar 2015  | Digital download | Universal                      | [ 53 ] |
| Australia      | 23 January 2015  | Digital download | Universal                      | [ 54 ] |
| Ireland        | 30 January 2015  | Digital download | Polydor                        | [ 55 ] |
| Storbritannien | 1. februar 2015  | Digital download | Polydor                        | [ 56 ] |
| Tyskland       | 6. februar 2015  | Digital download | Universal                      | [ 57 ] |
| Japan          | 9. februar 2015  | Digital download | Universal                      | [ 58 ] |
| Tyskland       | 12. februar 2015 | CD single        | Universal                      | [ 59 ] |